# Radiazione (giustizia militare)
Per radiazione, secondo la giustizia militare, si intende un provvedimento definitivo di allontanamento di un militare dal corpo di appartenenza, per motivi disciplinari.
L'appartenenza alle forze armate di uno Stato non può essere mantenuta dall'ufficiale o sottufficiale che se ne rende indegno per gravi infrazioni alle leggi e regolamenti militari o per gravi reati. 

## Italia
Questo radicale provvedimento è contemplato in Italia da uno dei primi articoli della legge sullo Stato degli ufficiali ed è provocato dal comandante del corpo che deve motivare specificatamente il provvedimento stesso. Il codice dell'ordinamento militare enumera i casi nei quali l'ufficiale perde il grado, all'infuori di quello in cui egli stesso vi rinunci per volontarie dimissioni accettate con decreto. Alcuni di essi sono:
- la perdita della cittadinanza;
- la condanna per delitto, pena restrittiva della libertà personale per un tempo maggiore di tre anni (eccetto qualche caso contemplato dal codice penale italiano o per alcuni reati contro il Codice comune che intaccano la dignità della divisa; una condanna a pena restrittiva della libertà personale di qualunque durata quando vi sia congiunta la interdizione perpetua o temporanea dai pubblici uffici; la comminata degradazione, destituzione o dimissione forzata come pena o effetto penale del reato previsto dai codici penali militari;
- la cessazione dalla ferma.

La rimozione dal grado e dall'impiego, per i seguenti motivi:
- - Manifestazioni pubbliche di opinioni, o partecipazione diretta ad associazioni ostili alle istituzioni fondamentali dello Stato o in evidente contrasto con il giuramento prestato come ufficiale;
  - Incitamento alla disobbedienza delle leggi dello Stato e dell'odio fra le classi sociali;
  - Presenza continuata nelle cause che motivano sospensioni dall'impiego, oppure per nuove cause che fanno prolungare la sospensione stessa oltre l'anno;
  - Gravi atti contro il decoro della divisa e del grado, o gravi comportamenti contro la disciplina, negligenze abituali in servizio che dimostrano una deficienza morale assoluta per continuare a mantenere l'onore della divisa.